# 85317 Lehár
85317 Lehár è un asteroide della fascia principale. Scoperto nel 1995, presenta un'orbita caratterizzata da un semiasse maggiore pari a 2,6051601 UA e da un'eccentricità di 0,2640138, inclinata di 6,60792° rispetto all'eclittica.
L'asteroide è dedicato al compositore austriaco Franz Lehár.